# Leopold von Meerscheidt-Hüllessem
Leopold von Meerscheidt-Hüllessem (* 20. Juli 1849 in Frankfurt (Oder); † 21. Dezember 1900 in Berlin) war ein deutscher Kriminalbeamter.

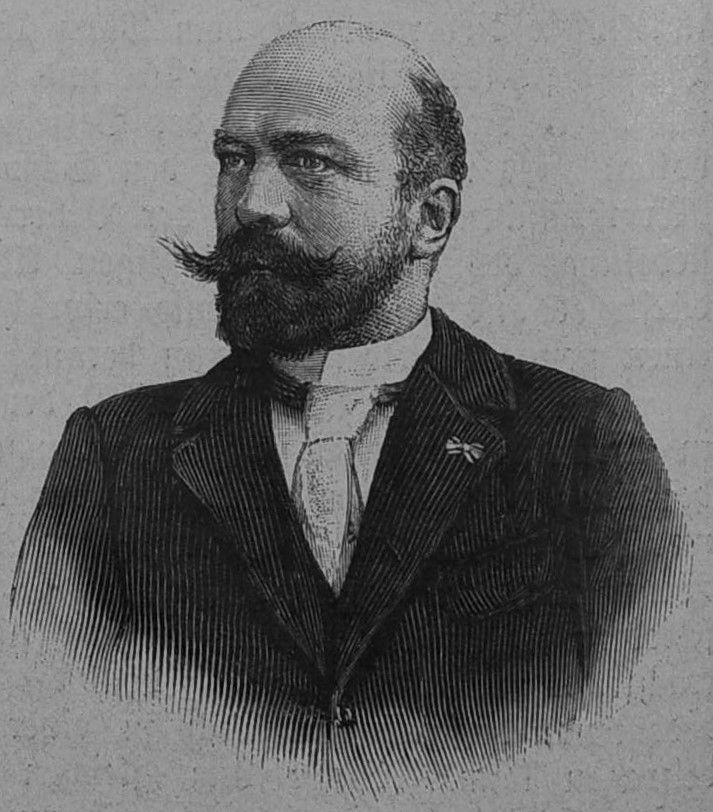
Kriminal-Polizeiinspektor v. Meerscheidt-Hüllessem, der Gründer des Verbrecheralbums, in: Polizei und Verbrecherthum der Reichshauptstadt. III. Das Verbrecheralbum und andere Register, Die Gartenlaube, 1891, S. 704.

## Biografie

### Privates und Familie
Leopold von Meerscheidt-Hüllessem entstammte einer alten bergischen Adelsfamilie, die ursprünglich in Merscheid bei Solingen ansässig war und 1440 ihren Beinamen von ihrem Rittersitz Hillesheim bei Much erhielt. Mitglieder der Familie wanderten im 16. Jahrhundert nach Kurland aus, weshalb dieser Zweig der Familie auch als „baltischer Adel“ bezeichnet wird.
In erster Ehe war von Meerscheidt-Hüllessem mit Katharine Duwe (* 1851) verheiratet, der Ehe entstammten vier Kinder und wurde 1899 geschieden. Kurz darauf ging er eine zweite Ehe mit Marie Zoekel (* 1855) ein, die am 11. August 1900 an den Folgen einer Operation in Berlin starb. Hüllessem war anschließend „völlig untröstlich, ja fast gänzlich gebrochen“. Diese Ehe war kinderlos.
Die Klatschautorin Elisabeth von Wedel-Bérard, die Hüllessem im Grunde gewogen war, schilderte 1901 in einem ihrer Bücher seine äußere Erscheinung: „Noch heute schaudere ich, wenn ich an sein gnomenhaftes Aussehen, an seine Mißgestalt erinnere. Seine fast klumpartigen Füße, seine untersetzte gedrungene Gestalt, sein Stiernacken, sein kahler Kopf, die kurzen Arme und dicken Hände.“

### Beruflicher Werdegang
Zunächst schlug Leopold von Meerscheidt-Hüllessem – kurz Leo Hüllessem genannt – eine Militärlaufbahn ein und wurde bis zum Rang eines Leutnants befördert. 1873 trat er in die Dienste der Berliner Polizei. Sein erster großer Auftrag waren verdeckte Ermittlungen in Sachen der Marienerscheinungen in Marpingen, wo er  als irischer Reporter des New York Herald auftrat. Obwohl er bei den Ermittlungen und dem Gerichtsprozess keine gute Figur machte, so dass die Vorgänge sogar Thema im Preußischen Landtag waren, wurde er 1885 zum Kriminalinspektor befördert.
Trotz etlicher Spannungen mit Kollegen entwickelte sich Hüllessem zu einem „bedeutenden und weitsichtigen“ Kriminalbeamten. Einem Artikel in der Leipziger Illustrierten Zeitung vom 25. Mai 1895 zufolge, soll Hüllessem auf eigene Initiative bereits im Jahre 1876 ein „Verbrecheralbum“ eingerichtet haben, das ab 1884 offiziell im Statistischen Jahrbuch genannt wird. Später wurde er vom Chef der Kriminalpolizei, Graf Hermann Pückler, beauftragt, das Berliner Kriminalmuseum einzurichten, das zunächst als Lehrmittelsammlung für die polizeiliche Aus- und Fortbildung diente. Er führte eine methodische Registrierung der Asservate ein, setzte sich für das Tragen von Schusswaffen bei Polizisten sowie die Einführung von Diensthunden ein. Auf sein Hinwirken hin wurde der Mordbereitschaftsdienst eingerichtet, nachdem bis dahin Mordermittlungen nach Hüllessems Einschätzung „zufällig“ und „defizitär“ durchgeführt worden waren.
Ende 1895 reiste Hüllessem nach Paris zu Alphonse Bertillon, dem Begründer des französischen Erkennungsdienstes, um das Bertillionsche Körpermeßverfahren, die später sogenannte Bertillonage, zu studieren. Als Resultat wurde am 14./15. Juni 1897 der Erkennungsdienst in Berlin gegründet, der Inspektion B. unterstellt, und Hüllessem zu dessen Leiter ernannt. Im Jahre 1897 war er mit Polizeipräsident Ludwig von Windheim und Kripochef Graf Pückler an der Neuorganisation der Berliner Polizei beteiligt.
Schon in den 1880er Jahren soll Leopold Hüllessem die Leitung des „Homosexuellendezernates“ übernommen haben, das der Kriminalinspektion B (Verfolgung gewerbsmäßiger Verbrecher) angehörte. Die Leitung der gesamten Inspektion übernahm er im Jahre 1895.
Das Homosexuellendezernat war in die Kriminalinspektion B. eingebunden und gehörte nicht zur Sittenpolizei. Da die Inspektion B. auch für Erpressungen zuständig war, war dies eine sinnvolle Aufteilung: Der § 175 stellte sexuelle Handlungen zwischen Personen männlichen Geschlechts unter Strafe, was Anlass zu zahlreichen Erpressungen war. Der Sexualforscher und Mitbegründer der ersten Homosexuellen-Bewegung Magnus Hirschfeld, der Hüllessem freundschaftlich verbunden war, lobte 1922 rückblickend diese Verbindung der Dezernate:

„[…] die bis zum heutigen Tage fortdauert und sich als höchst praktisch bewährt hat. Besonders hat sich diese gemeinsame Bearbeitung beider Kategorien für die kriminalistische Beurteilung der Homosexualität als äußerst segensreich erwiesen. Indem nämlich die Leiter der Abteilungen und ihre Unterbeamten berufsmäßig die Erpresser und ihre homosexuellen Opfer kennenlernten und mit ihnen zugleich auch das Milieu und die Kreise, aus denen sie stammten, mußte sich unwillkürlich allmählich auch dem voreingenommensten Mitglied der ‘Päderastenpatrouille’18 der Unterschied zwischen wahrem und eingebildetem Verbrechertum aufdrängen.“

1891 publizierte der Sexualforscher Albert Moll das Buch Die konträre Sexualempfindung; Leopold von Meerscheidt-Hüllessem sowie Adolf Glaser, Chefredakteur von Westermanns Monatshefte, hatten ihn bei den Recherchen unterstützt. Mit Glaser verband ihn eine enge Freundschaft. Glaser berichtete 1902 in seinem Nachruf auf Hüllessem, dass dieser anfangs Homosexualität völlig abgelehnt habe und sie als ein Zeichen der Übersättigung und der Ausschweifung und des allgemeinen Sittenverfalls angesehen habe. Erst durch den Kontakt mit Albert Moll und Magnus Hirschfeld und mit anderen hochangesehenen Homosexuellen sei er „stutzig“ geworden und habe in der Folge seine Meinung grundlegend geändert. Er entwickelte sich zu einem Gegner des § 175 mit dem Ergebnis, dass weniger die homosexuellen Männer als deren Erpresser verfolgt wurden. Seine „konsequente Haltung“ führte zu Konflikten mit seinen Vorgesetzten, aber auch mit Kollegen, da es ihm offensichtlich an Corpsgeist mangelte und er auch von der Strafverfolgung von Polizeibeamten nicht absah.
Von Meerscheidt-Hüllessems Zusammenarbeit mit Hirschfeld und dem von ihm gegründeten Wissenschaftlich-humanitären Komitee (WhK), der weltweit ersten Homosexuellenorganisation, datierte aus dem Jahr 1898: Bei einer Aussprache im Reichstag kam August Bebel, der ebenso für eine Abschaffung des §175 plädierte, auf einen Fall zu sprechen, bei dem ein Mann wegen seiner Homosexualität erpresst worden war. Pückler verdächtigte daraufhin Hüllessem, Dienstgeheimnisse an Bebel weitergegeben zu haben. Bei einem Treffen der Beteiligten in Hirschfelds Wohnung legte Bebel eine eidesstattliche Versicherung vor, er habe die Informationen von dem Betroffenen selbst erhalten. Die Zusammenarbeit zwischen Polizei und WhK diente vor allem dazu, Homosexuelle vor dem verbreiteten Erpresserwesen zu schützen. Ansonsten tolerierte die Polizei die homosexuelle Szene – es wird geschätzt, dass damals rund 50.000 Homosexuelle in der Hauptstadt lebten – in Berlin weitgehend.
Der US-amerikanische Historiker Robert M. Beachy beschrieb 2015 das Wirken von Hüllessem:

„Der Polizeichef Leopold von Meerscheidt-Hüllessem glaubte aber an den Fortschritt durch wissenschaftliche Erkenntnisse. Das war Ende des 19. Jahrhunderts in Deutschland weit verbreitet. Er hatte Kontakt zu den führenden Sexualforschern der Zeit und las die neueste Literatur über Homosexualität. Er veranstaltete sogar Führungen durch Schwulenbars. Seine Nachfolger setzten seine Politik dann fort."“

### Der Sternberg-Prozess
Leopold von Meerscheidt-Hüllessems Kollege und Nachfolger Hans von Tresckow zeichnete die Kehrseite von dessen „zwiespältiger Persönlichkeit“:

„Er war ein Mann von großem Organisationstalent und bedeutender kriminalistischer Begabung; leider besaß er aber einen sehr intriganten Charakter, der ihn auf Abwege führte. Dazu kam, daß er immer in pekuniären Verlegenheiten steckte. Er hatte für eine große Familie zu sorgen und kämpfte noch als Polizeibeamter mit der Tilgung von Schulden, die aus seiner Leutnantszeit herrührten. Sein Einkommen reichte nicht aus, und er war genötigt, immer wieder neue Schulden zu machen, und zwar bei Leuten, die nicht einwandfrei waren und die ihn seine pekuniäre Abhängigkeit fühlen ließen.“

Durch diese von von Tresckow genannte „pekuniäre Abhängigkeit“ geriet Hüllessem im Jahre 1900, in dem er zum Polizeidirektor befördert worden war, in erhebliche Schwierigkeiten. Er war mit dem Millionär August von Sternberg befreundet, der ihm auch eine Hypothek auf sein Haus in Binz auf Rügen gewährt hatte. Im Januar 1900 wurde von Sternberg wegen sexuellen Missbrauchs von unter 14-jährigen Mädchen angeklagt und zu zwei Jahren Gefängnis verurteilt. Die Staatsanwaltschaft legte Revision ein, weil während des Prozesses neue Fälle ermittelt wurden, und ab Oktober 1900 wurde erneut verhandelt. Hüllessem soll versucht haben, mit Hilfe von drei weiteren Polizeibeamten, Einfluss auf die Ermittlungen zu nehmen, indem er etwa den ermittelnden Beamten versetzte und kalt stellte sowie widerrechtlich Einblick in Ermittlungsakten nahm. Einer der Beamten wurde später wegen Verbrechens im Amte und Meineides zu drei Jahren Zuchthaus verurteilt. Auch gegen Hüllessem wurde ein Disziplinarverfahren eingeleitet, und er wurde bis zum Ende des Sternberg-Prozesses vom Dienst suspendiert. Während des zweiten Prozesses stellte sich heraus, dass fast alle Zeugen bestochen oder Bestechungsversuche unternommen worden waren.
Am 21. Dezember 1900 wurde Sternberg zu zwei Jahren und sechs Monaten Gefängnis verurteilt. Am selben Tage nahm sich Leopold von Meerscheidt-Hüllessem, der auch durch den Tod seiner Frau im August zuvor erschüttert war, durch die Einnahme von Zyankali das Leben. Er hatte immer bestritten, bestochen oder erpresst worden zu sein.
Sein Tod wurde nicht – wie eigentlich üblich – in den Amtlichen Nachrichten des königlichen Polizei-Präsidiums zu Berlin vermeldet; Andenken im Berliner Polizeipräsidium  an ihn wurden „fast vollständig getilgt“.

### Der Nachlass
Meerscheidt-Hüllessem hinterließ ein Nachlass-Schreiben, bestehend aus einem privaten Teil, einem für den Kaiser und einem dritten Teil für das Wissenschaftlich-humanitäre Komitee (WhK), die weltweit erste Organisation, die sich zum Ziel gesetzt hat, sexuelle Handlungen zwischen Männern zu entkriminalisieren. Am 21. Dezember 1900 hatte er dazu geschrieben: „Die Stimme des Lebenden wird nichts erreichen, die des Toten wie Donnerschlag einschlagen und alles, vom Kaiser herab, wird zu dem Vorgetragenen, mit dem sich dann die öffentliche Meinung aller Kreise beschäftigen wird, Stellung nehmen und so die Regierung zum Vorgehen zwingen.“ Der Inhalt des zweiten Teils erreichte den Kaiser niemals. Der dritte Teil bestand aus einem Manuskript von Meerscheidt-Hüllessem gegen den § 175, das dieser gedruckt haben wollte. Der Nachlasspfleger übergab das Dokument dem Berliner Polizeipräsidenten Ludwig von Windheim, der aber die Herausgabe verweigerte mit der Begründung, es enthalte amtliches Material. Das Manuskript gilt als verschollen.

## Ehrungen
- Sonnen- und Löwenorden (Persien)
- Nordstern-Orden (Schweden/Norwegen)
- Landesorden (Venezuela)
- Roter Adlerorden 4. Klasse